# Бреј Сен Кристоф
Бреј Сен Кристоф (фр. Bray-Saint-Christophe) насеље је и општина у североисточној Француској у региону Пикардија, у департману Ен (Пикардија) која припада префектури Сен Кентен.
По подацима из 2011. године у општини је живело 77 становника, а густина насељености је износила 26,74 становника/km². Општина се простире на површини од 2,88 km². Налази се на средњој надморској висини од 68 метара (максималној 91 m, а минималној 66 m).

## Демографија
| 1962. | 1968. | 1975. | 1982. | 1990. | 1999. | 2011. |
| ----- | ----- | ----- | ----- | ----- | ----- | ----- |
| 66    | 83    | 67    | 55    | 72    | 68    | 77    |

График промене броја становника у току последњих година